# Kate DiCamillo
Katrina Elizabeth DiCamillo (ur. 25 marca 1964 w Filadelfii) – amerykańska autorka książek dla dzieci. Specjalizuje się w powieściach, których głównymi bohaterami są zwierzęta. W Polsce zostały wydane Dzięki tobie Winn-Dixie, Opowieść o Despero (również jako Dzielny Despero), Cudowna podróż Edwarda Tulana, Tygrys się budzi oraz Magiczny słoń.

## Prace
Powieści
- Because of Winn-Dixie (2000) (polskie wydanie Dzięki tobie Winn-Dixie)
- The Tiger Rising (2001) (polskie wydanie Tygrys się budzi)
- The Tale of Despereaux (2004) (polskie wydania Opowieść o Despero oraz Dzielny Despero)
- The Miraculous Journey of Edward Tulane (2006) (polskie wydanie Cudowna podróż Edwarda Tulana)
- Great Joy (2007)
- The Magician’s Elephant (2009) (polskie wydanie Magiczny słoń)

Seria Mercy Watson
- Mercy Watson to the Rescue (2005)
- Mercy Watson Fights Crime (2006)
- Mercy Watson Goes for a Ride (2006)
- Mercy Watson: Princess in Disguise (2007)
- Mercy Watson Thinks Like a Pig (zapowiedziana na sierpień 2008)

Nagrody
- 1998 McKnight Artist Fellowship for Writers
- 2000 Josette Frank Award, Dzięki tobie Winn-Dixie
- 2001 Newbery Honor, Dzięki tobie Winn-Dixie
- 2001 Nominacja National Book Award The Tiger Rising
- 2004 Newbery Medal, Opowieść o Despero
- 2006 Boston Globe-Horn Book Award for Fiction, The Miraculous Journey of Edward Tulane
- 2007 Theodor Seuss Geisel Honor, Mercy Watson Goes for a Ride

## Ekranizacje
W 2005 studio filmowe 20th Century Fox zrealizowało film na podstawie powieści Dzięki tobie Winn-Dixie. Dwa kolejne filmy – Opowieść o Despero i The Miraculous Journey of Edward Tulane są w trakcie produkcji.